# Andrzej Witold Sowa
Andrzej Witold Sowa (ur. 6 września 1951 w Warszawie, zm. 28 października 2013) – polski elektrotechnik, prof. dr hab. inż., specjalista w zakresie kompatybilności elektromagnetycznej i techniki wysokich napięć.

## Życiorys
W 1992 uzyskał stopień doktora habilitowanego nauk technicznych w zakresie elektrotechniki (specjalność: technika wysokich napięć) na Wydziale Elektrycznym Politechniki Warszawskiej. Był profesorem zwyczajnym i kierownikiem Katedry Telekomunikacji i Aparatury Elektronicznej na Wydziale Elektrycznym Politechniki Białostockiej od początku jej istnienia. Założyciel przedstawicielstwa firmy Dehn + Söhne w Polsce oraz dyrektor firmy Dehn Polska. W roku 2012 uzyskał tytuł profesora nauk technicznych.
Zmarł 28 października 2013 r. Został pochowany na Cmentarzu Miejskim w Karakulach.